# Дворец Могошоая

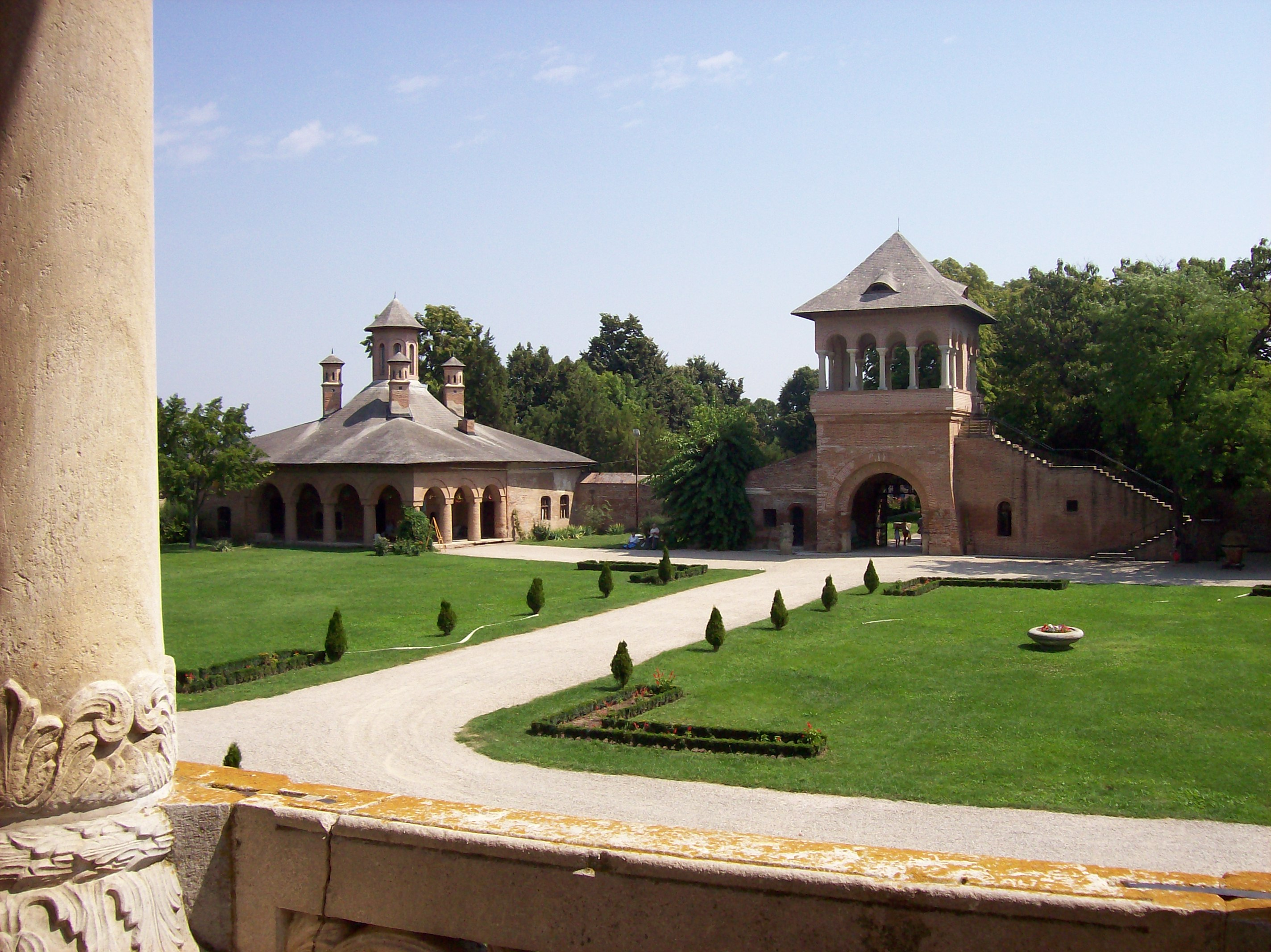
Дворцовые ворота и кухня.

Могошоая (Mogoşoaia) — дворцово-парковый ансамбль, построенный валашским господарем Константином Брынковяну в 10 км от Бухареста в 1698—1702 гг. Образец брынковянского стиля зодчества, насыщенного венецианскими, далматийскими и османскими реминисценциями.
Дворец назван именем вдовы владельца земельного участка. В 1920-е гг. дворцом владела Марта Бибеску, которая открыла в нём свой салон и финансировала реставрацию старинных зданий. В дворцовой церкви похоронены члены княжеского семейства Бибеску.
Дворец Могошоая — один из первых образцов брынковянского архитектурного стиля. Валашский господарь Константин Брынковяну стал не только фактическим основателем Румынии, но и создателем уникального стиля. Сформированный под влиянием зодчества Северной Италии и Османской империи, стиль отличался обилием резных архитектурных украшений, декоративных росписей, веранд, лоджий и т. п.
Дворцово-парковый ансамбль Могошоая построен в 1689—1702 годах в 16 км от Бухареста. Он стал идеальным местом летней резиденции коронованной семьи — на берегу озера, в окружении вековых дубов.
В 1714 году, после казни Константина султаном Ахмедом III, дворец был конфискован турками, которые превратили его в гостиницу. С приходом в 1853 году русских войск, его использовали под оружейные склады. Значительно пострадавший в ходе русско-турецкой войны, Могошоая был отреставрирован в 1860—1880 годах. Новые владельцы, князья Бибеску, воссоздали богатые украшения, ажурные балконы и балюстрады, колонны из резного дерева — все то, что воплощало гармоничное сочетание западного и восточного архитектурных стилей. Потомки князей, известная аристократическая семья Бибеску, владели Могошоая до окончания Второй мировой войны. При них во дворце гостили многие знаменитости, в их числе французский писатель Антуан де Сент-Экзюпери.
В XX веке дворцово-парковый ансамбль немало перестраивали, но все же старая часть сохранилась, что оставляет за Могошоая статус одного из главных памятников национального стиля.
В 1945 году дворец стал государственной собственностью, в 1957 — Музеем брынковецкого искусства, в коллекции которого — старинная мебель и предметы быта XVII—XIX веков, иконы, картины, исторические документы.